# Эммануил (Алеврофас)
Еписко́п Эммануи́л Алеврофа́с (греч. Επίσκοπος Εμμανουήλ Αλευροφάς; 15 апреля 1932, Калимнос — 2 сентября 2010, Лерос, Греция) — епископ Константинопольской православной церкви, епископ Галикарнасский, викарий Леросской митрополии.

## Биография
В 1955 году поступил в Халкинскую богословскую школу.
10 апреля 1957 митрополитом Леросским Исидором был рукоположён в сан диакона.
В 1958 году окончил Халкинскую богословскую школу и был рукоположён в сан священника.
В 1958—1962 годы служил приходским священником в Фиатирской архиепископии.
В 1962—1964 годы служил приходским священником храме Божией Матери Тенедской в Леросской митрополии.
В 1964—1967 годы служил в Фиатирской архиепископии настоятелем новоучреждённой общины Святого Николая в Саутхэмптоне и преподавал в школе для эмигрантов.
В 1967—2005 годы служил протосинкеллом Леросской митрополии.
11 декабря 2005 года был хиротонисан в титулярного епископа Галикарнасского, викария Леросской митрополии.
Скончался 2 сентября 2010 года в 11:45 по местному времени.